# Zentralrat der Juden in Deutschland
Der Zentralrat der Juden in Deutschland (ZdJ) ist als Körperschaft des öffentlichen Rechts der größte Dachverband von jüdischen Gemeinden und Landesverbänden in Deutschland und deren politische Vertretung. Er wurde am 19. Juli 1950 in Frankfurt am Main gegründet und hat seit 1999 seinen Sitz in Berlin. Präsident ist seit November 2014 Josef Schuster. Dem Zentralrat gehörten 23 Landesverbände mit 104 Gemeinden und rund 92.000 Mitgliedern im Jahr 2021 an. Damit vertritt er 97 Prozent der insgesamt 95.000 Juden in Gemeinden und 46 Prozent der etwa 200.000 Juden in Deutschland insgesamt. Er sieht sich als Vertretung aller Juden in Deutschland und ist nach seinem Selbstverständnis für alle Richtungen innerhalb des Judentums offen. Die meisten Mitgliedsgemeinden des Zentralrats der Juden in Deutschland halten orthodoxe Gottesdienste ab. Neben dem Zentralrat besteht die Union progressiver Juden in Deutschland als Dachverband mehrheitlich jüdisch liberaler Gemeinden.

## Geschichte

### Vorgängerverbände 1869–1945

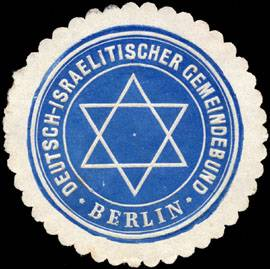
Deutsch-Israelitischer Gemeindebund, Siegelmarke

- Der Deutsch-Israelitische Gemeindebund (1869–1933) war die erste überregionale Dachorganisation jüdischer Gemeinden in Preußen und im Deutschen Kaiserreich
- Der Central-Verein deutscher Staatsbürger jüdischen Glaubens (1893–1938) in Berlin repräsentierte die Mehrheit der assimilierten bürgerlich-liberalen Juden in Deutschland
- Reichsvertretung der Deutschen Juden (1933–1935, nach dem Erlass der Nürnberger Rassengesetze musste sich dieser Verband 1935 in Reichsvertretung der Juden in Deutschland umbenennen) (1935–1938)
- 1938–1939 wurde daraus der Reichsverband der Juden in Deutschland. Vom Februar bis Juli 1939 führte diese Organisation den Namen Reichsvereinigung der Juden in Deutschland
- Reichsvereinigung der Juden in Deutschland (eine NS-Organisation unter der Leitung des  Reichssicherheitshauptamtes/der Gestapo; Verstaatlichung Juli 1939–1943; am 16. Juni 1943 befiehlt das RSHA die Auflösung aller noch existierender Geschäftsstellen)

### Gründung 1950–1990
Der Zentralrat wurde am 19. Juli 1950 in Frankfurt a. M. von Delegierten der in der Bundesrepublik Deutschland bereits wieder existierenden jüdischen Gemeinden und ihrer Landesverbände gegründet. Seinem ersten Direktorium gehörten an: der bayerische Staatskommissar für rassisch, religiös und politisch Verfolgte, Philipp Auerbach; der in Bergen-Belsen befreite, später langjährige Vorsitzende der Berliner jüdischen Gemeinde Heinz Galinski; der auf Wiedergutmachungsfragen spezialisierte Jurist Benno Ostertag; die beiden Mitglieder des Zentralkomitees in der US-Zone Peisach Piekatsch und Chaskiel Eife; Josef Rosensaft und Norbert Wollheim für die britische Zone. Erster Sitz des Zentralrats der Juden in Deutschland wurde Frankfurt am Main, ab 1951 Düsseldorf, ab 1985 Bonn und seit dem 1. April 1999 Berlin, wo die Hauptverwaltung im Leo-Baeck-Haus untergebracht ist.
Die Organisation selbst weist darauf hin, dass sich bereits zwei Monate nach der Befreiung Deutschlands durch die Alliierten und der Kapitulation Nazideutschlands das Zentralkomitee der befreiten Juden in der amerikanischen Zone bildete. Es wird als eine der Keimzellen des fünf Jahre später gegründeten Zentralrats angesehen.  Ähnliche Zusammenschlüsse gab es auch in den anderen Besatzungszonen. Schon 1945 wurden insgesamt 51 Gemeinden wiedergegründet; ein Jahr später gab es bereits wieder 67 jüdische Gemeinden in Deutschland.
Als ihre Hauptaufgabe betrachtete die Organisation in den ersten Jahren, auf die Gesetzgebung zur Wiedergutmachung des nationalsozialistischen Unrechts einzuwirken. Später wurden der Kampf gegen den Antisemitismus, die Unterstützung einer Annäherung zwischen Deutschland und dem Staat Israel und die Förderung der Arbeit der Mitgliedsgemeinden und Landesverbände zu wichtigeren Aufgaben, ebenso der Einsatz für das gegenseitige Verständnis von Juden und Nichtjuden.
1963 erhielt der Zentralrat den Status einer Körperschaft des öffentlichen Rechts.

### Wiedervereinigung 1990-heute
Seit dem Mauerfall und der deutschen Wiedervereinigung 1990 bildet die Zuwanderung von Zehntausenden von Juden (zumeist als „Kontingentflüchtlinge“) aus den Ländern der ehemaligen Sowjetunion (GUS-Staaten) einen neuen Wirkungsschwerpunkt. Sie wurden nach dem Königsteiner Schlüssel, der hauptsächlich die Einwohnerzahl berücksichtigt, auf die Bundesländer verteilt. Seit 1990 hat sich die Zahl der jüdischen Gemeindemitglieder in Deutschland mehr als verdreifacht.
Noch prägen in Deutschland Geborene den Zentralrat – und wenige aus dem Osten Europas stammende Juden, die mittlerweile vielerorts die Mehrheit der Gemeindemitglieder stellen. Der Zentralrat gibt die Wochenzeitung Jüdische Allgemeine heraus. Die Union progressiver Juden, deren Gemeinden ca. 3000 Mitglieder angehören, ist nach dem Zentralrat die zweitgrößte Vereinigung jüdischer Gemeinden in Deutschland. Nach früheren Spannungen zwischen beiden Organisationen hat sich das Verhältnis nunmehr normalisiert. Teilweise gibt es mittlerweile Mitgliedschaften von Landesverbänden der Union progressiver Juden im Zentralrat der Juden in Deutschland. Im April 2023 entstand – unter dem Dach des Zentralrats – ein weiterer Zusammenschluss liberaler jüdischer Gemeinden, der Jüdische Liberal-Egalitäre Verband (JLEV).
Auf Initiative seines damaligen Präsidenten Dieter Graumann rief der Zentralrat im Jahr 2012 eine Bildungsabteilung ins Leben. Sie wird in der seit 2021 in Frankfurt am Main im Bau befindlichen, voraussichtlich 2024 ihren Betrieb aufnehmenden Jüdischen Akademie aufgehen.
Der Zentralrat ist Kooperationspartner der 2015 gegründeten Recherche- und Informationsstelle Antisemitismus.
Im Innenhof der Neuen Synagoge in der Oranienburger Straße in Berlin fand am 15. September 2020 der Festakt zum 70-jährigen Bestehen des Zentralrats der Juden in Deutschland statt. Die Festreden hielten Bundeskanzlerin Angela Merkel und der amtierende Präsident des Zentralrats, Josef Schuster. Der Festakt fand im Beisein einer großen Zahl namhafter Politiker statt.

## Finanzierung
Die Bundesregierung trägt zur Erhaltung und Pflege des deutsch-jüdischen Kulturerbes, zum Aufbau einer jüdischen Gemeinschaft und zu den integrationspolitischen und sozialen Aufgaben des Zentralrats in Deutschland bei und unterstützt den Zentralrat bei der Erfüllung seiner überregionalen Aufgaben sowie den Kosten seiner Verwaltung finanziell. Das war erstmals im Jahr 2003 in einem Staatsvertrag ausgehandelt worden. Mit Vertrag vom 6. Juli 2018 verpflichtete sich die Bundesrepublik Deutschland, die jährlichen Staatsleistungen von 10 auf 13 Millionen Euro zu erhöhen. Am 25. April 2023 wurde der Änderungs-Staatsvertrag zur Erhöhung der jährlichen Staatsleistungen an den Zentralrat auf 22 Millionen Euro unterschrieben.

## Organisation
Der Zentralrat hat drei Organe:
- das Präsidium als Exekutive,[18]

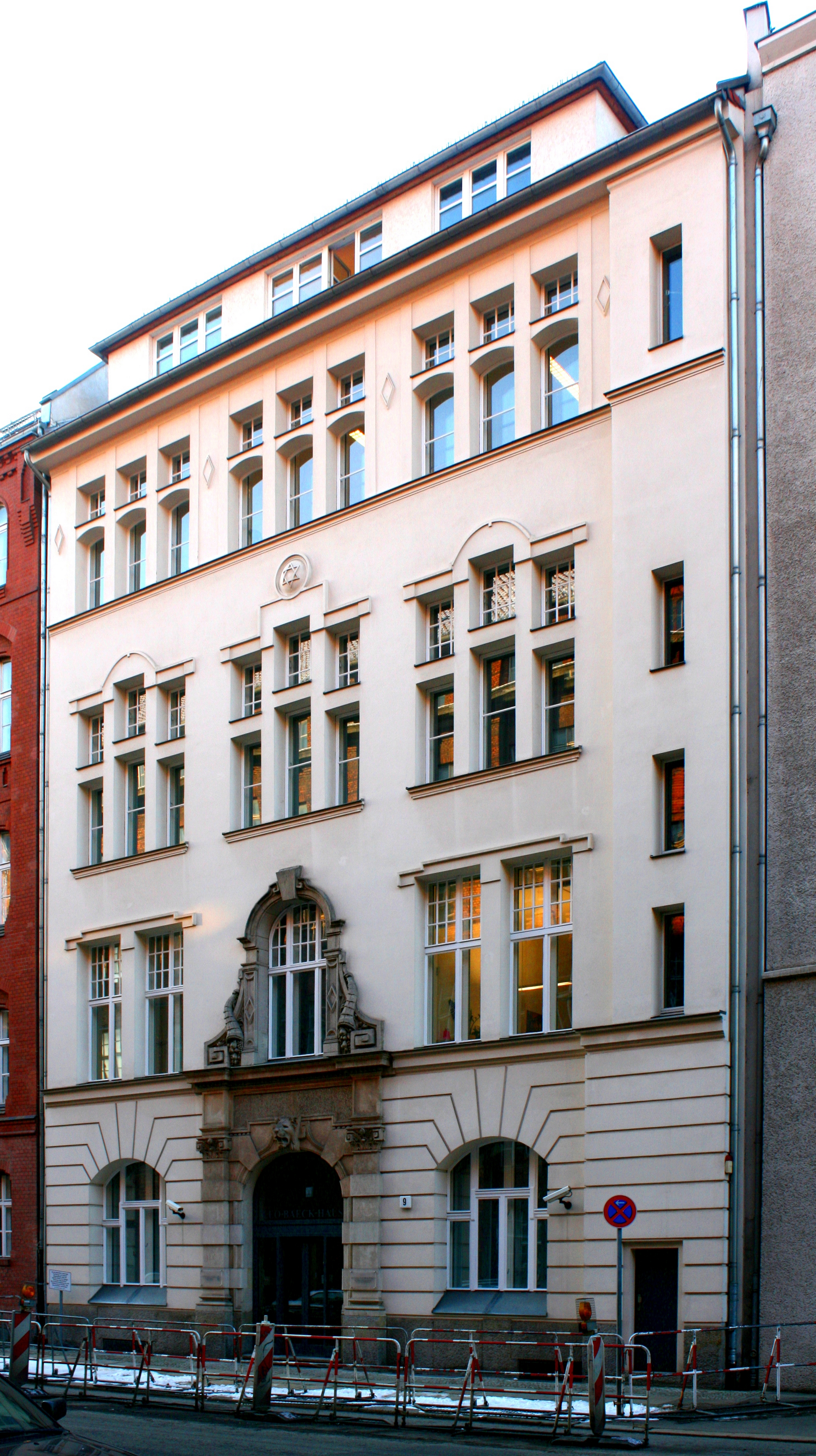
Das Leo-Baeck-Haus in der Berliner Tucholskystraße: Sitz des Zentralrates der Juden in Deutschland seit 1999

- das Direktorium als Vertretung der Landesverbände und Großgemeinden,[19]
- die Ratsversammlung als Vertretung der Gemeinden.[20]

Der Ratsversammlung gehören alle Landesverbände sowie die Großgemeinden in Berlin, München, Frankfurt und Köln an, wobei für je 1000 Gemeindemitglieder ein Delegierter entsandt wird. Als oberstes Entscheidungsgremium des Zentralrats hat sie die Richtlinienkompetenz, das Haushaltsrecht und kontrolliert die Arbeit des Präsidiums. Sie entscheidet über Grundsatzfragen der jüdischen Gemeinschaft unter Berücksichtigung der Autonomie der einzelnen Mitgliedsgemeinden in höchster Priorität. Sie tagt mindestens einmal im Jahr und wählt aus ihrer Mitte für die Dauer von vier Jahren drei Mitglieder in das neunköpfige Präsidium des Zentralrats.
Das Direktorium setzt sich aus von den einzelnen Mitglieds- bzw. Landesverbänden entsandten Vertretern zusammen, wobei je angefangenen 5000 Gemeindemitglieder ein Delegierter entsandt wird. Das Direktorium wählt aus seiner Mitte auf vier Jahre sechs Mitglieder des neunköpfigen Präsidiums. Das Direktorium überwacht die Tätigkeit des Präsidiums und wählt den Generalsekretär.
Das Präsidium wählt aus seinen Reihen den Präsidenten und die beiden Vizepräsidenten, die den Zentralrat der Juden in der Öffentlichkeit vertreten. Das Präsidium führt die Geschäfte des Zentralrats, die laufenden Geschäfte führt der auf fünf Jahre gewählte Generalsekretär.
1996 wurde ein Schieds- und Verwaltungsgericht eingerichtet. Damit sollten Streitigkeiten innerhalb der jüdischen Gemeinschaft intern und nicht nur vor staatlichen Gerichten behandelt werden können. 2009 wurde zusätzlich das Obere Schieds- und Verwaltungsgericht eingerichtet. 2022 wurde die Gerichtsbarkeit grundlegend reformiert. Nun wurden zwei Instanzen mit fester Besetzung eingerichtet: das Gericht und der Gerichtshof.
2016 wurde die Jüdische Studierendenunion Deutschland als Körperschaft des öffentlichen Rechts innerhalb des Zentralrats gegründet.

### Vorsitzende / Präsidenten

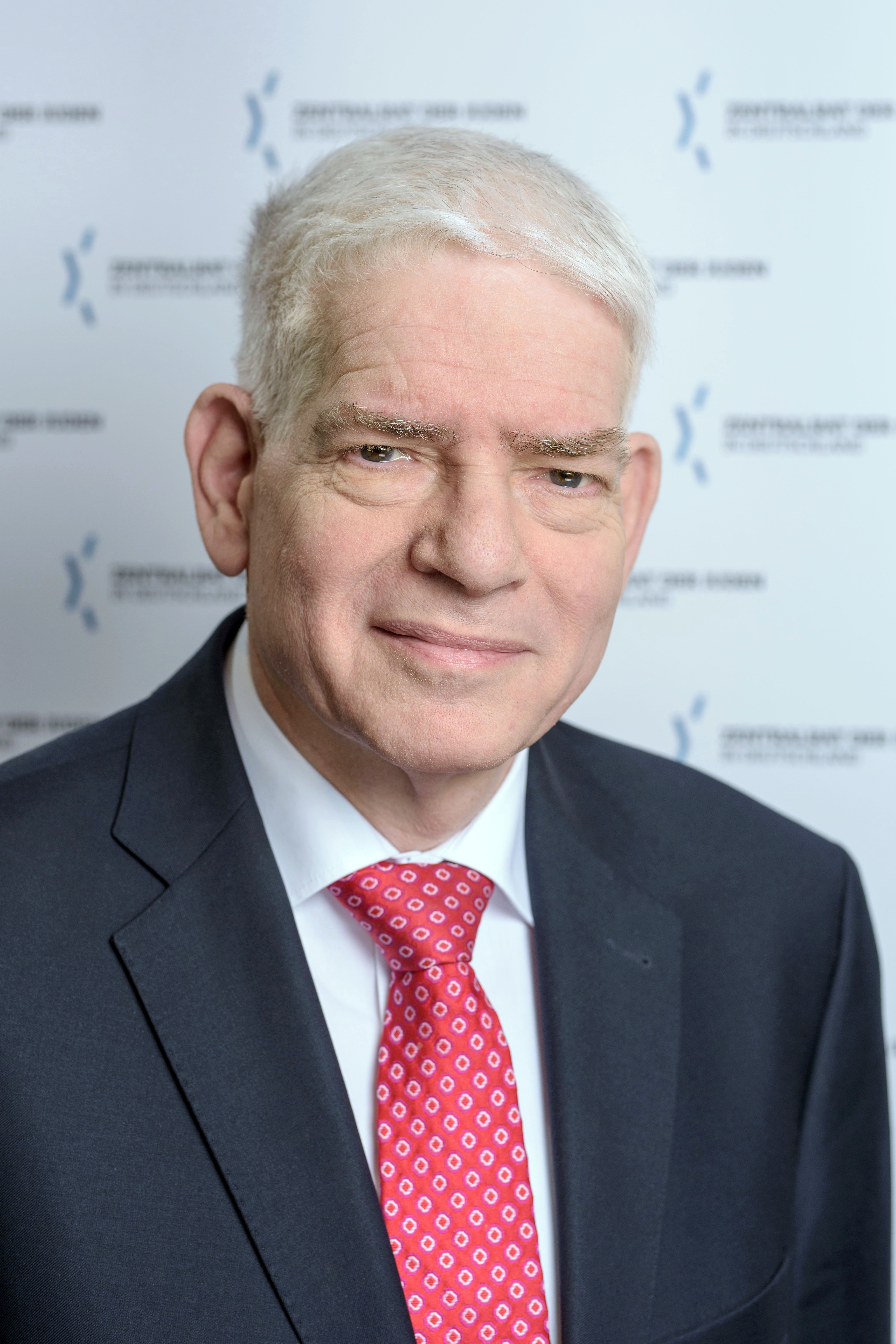
Josef Schuster, Zentralratspräsident seit 2014

- 1954–1963: Heinz Galinski, Vorsitzender
- 1963–1969: Herbert Lewin, Vorsitzender
- 1969–1988: Werner Nachmann, Vorsitzender
- 1988–1992: Heinz Galinski, Vorsitzender und Präsident
- 1992–1999: Ignatz Bubis, Präsident
- 2000–2006: Paul Spiegel, Präsident
- 2006–2010: Charlotte Knobloch, Präsidentin
- 2010–2014: Dieter Graumann, Präsident
- seit November 2014 Josef Schuster

### Generalsekretäre / Geschäftsführer
- 1950–1973: Hendrik van Dam, Generalsekretär
- 1973–1988: Alexander Ginsburg, Generalsekretär
- 1988–1992: Micha Guttmann, Generalsekretär
- 2004–2014: Stephan Kramer, Generalsekretär
- seit Mai 2014: Daniel Botmann, Geschäftsführer

### Landesverbände
2023 gehören 24 Verbände mit insgesamt 108 jüdischen Gemeinden mit rund 92.000 Mitgliedern dem Zentralrat an.
- Jüdischer Liberal-Egalitärer Verband (JLEV)[22]
- Israelitische Religionsgemeinschaft Baden
- Landesverband der Israelitischen Kultusgemeinden in Bayern
- Jüdische Gemeinde zu Berlin
- Landesverband der Jüdischen Gemeinden Brandenburg
- Jüdische Gemeinde im Lande Bremen
- Jüdische Gemeinde Frankfurt am Main
- Jüdische Gemeinde Hamburg
- Landesverband der Jüdischen Gemeinden in Hessen
- Synagogen-Gemeinde Köln
- Landesverband der Jüdischen Gemeinden in Mecklenburg-Vorpommern
- Israelitische Kultusgemeinde München und Oberbayern
- Landesverband der Jüdischen Gemeinden von Niedersachsen
- Landesverband der israelitischen Kultusgemeinden von Niedersachsen
- Landesverband der Jüdischen Gemeinden von Nordrhein
- Landesverband der Jüdischen Gemeinden von Rheinland-Pfalz
- Synagogengemeinde Saar
- Landesverband Sachsen der Jüdischen Gemeinden
- Landesverband jüdischer Gemeinden in Sachsen-Anhalt
- Jüdische Gemeinschaft Schleswig-Holstein
- Landesverband der Jüdischen Gemeinden von Schleswig-Holstein
- Jüdische Landesgemeinde Thüringen
- Landesverband der Jüdischen Gemeinden von Westfalen-Lippe
- Israelitische Religionsgemeinschaft Württemberg

## Mitgliedschaften
Der Zentralrat ist Vollmitglied in mehreren internationalen jüdischen Organisationen, unter anderem:
- Jüdischer Weltkongress
- Europäischer Jüdischer Kongress
- World Jewish Restitution Organisation
- Conference on Jewish Material Claims against Germany

## Preisverleihungen

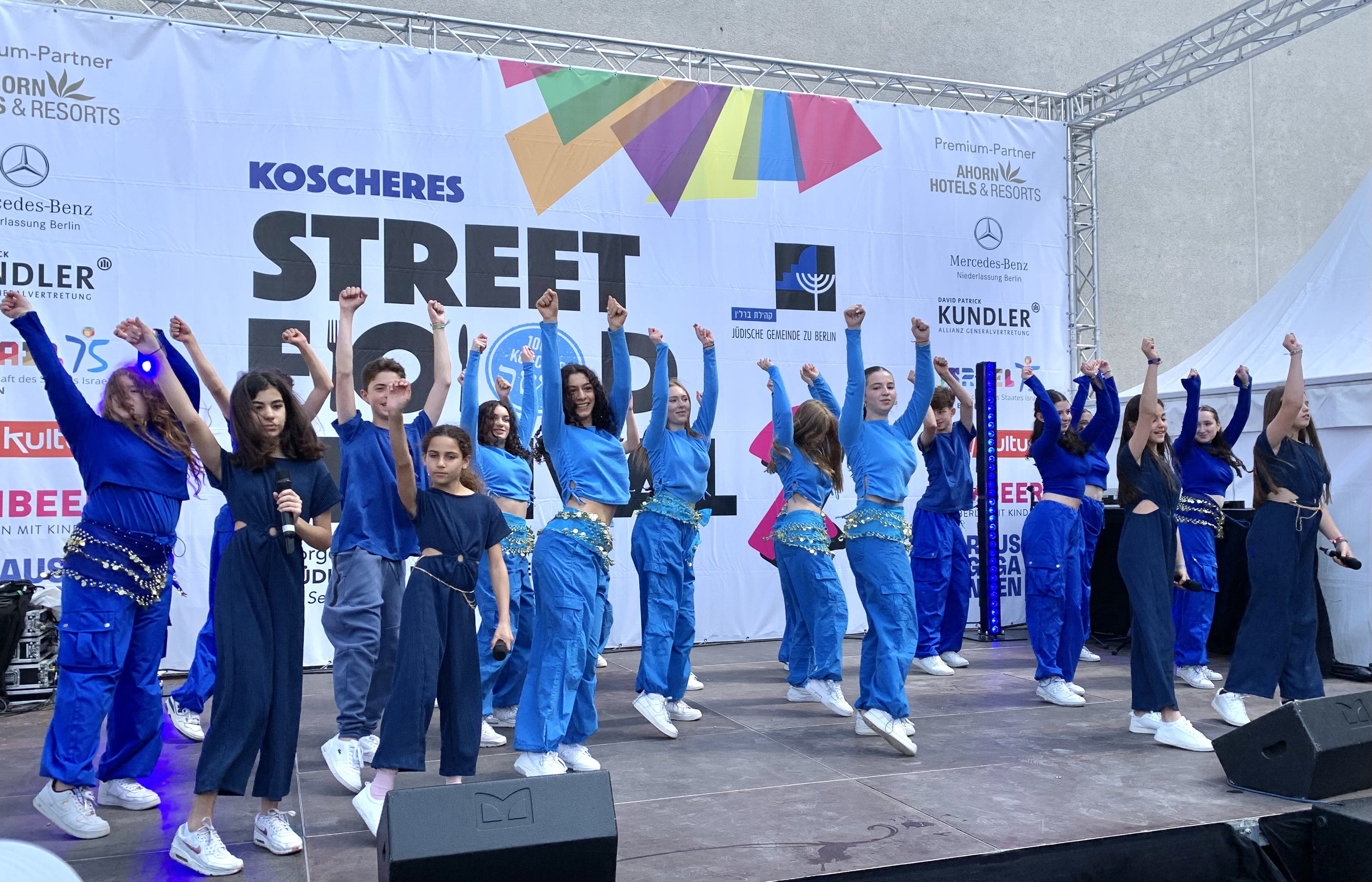
Gewinner der Jewrovision 2023

Der Zentralrat der Juden in Deutschland vergibt seit 1967 den Leo-Baeck-Preis und seit 2009 den Paul-Spiegel-Preis für Zivilcourage.
Seit dem Jahr 2013 hat der Zentralrat die Austragung und Preisverleihung der Jewrovision übernommen, einem  Musik- und Tanzwettbewerb jüdischer Jugendzentren in Deutschland.
Die Bundesregierung, vertreten durch ihren Beauftragten für Jüdisches Leben in Deutschland und den Kampf gegen Antisemitismus, der Zentralrat und die Deutschen Stiftung für Engagement und Ehrenamt haben im Jahr 2022 erstmals der Ehrenamtspreis für Jüdisches Leben in Deutschland ausgerufen. Bewerben können sich Einzelpersonen, Vereine und Schulklassen mit Projekten, die auf ehrenamtlicher Basis das jüdische Leben stärken, als selbstverständlichen Teil der Gesellschaft sichtbar machen oder Wissen über das Judentum vermitteln.

## Kontroversen
Nach dem Tod Werner Nachmanns wurde der Vorwurf erhoben, dieser habe in der Zeit von 1981 bis 1987 etwa 33 Millionen DM an Zinserträgen aus Wiedergutmachungsgeld der Bundesregierung veruntreut. Der tatsächliche Verbleib des Geldes ist bis heute weitgehend ungeklärt, obwohl sich insbesondere Nachmanns Amtsnachfolger Heinz Galinski jahrelang intensiv um die Aufklärung der Angelegenheit bemühte.
Im Jahr 2000 gaben die Bremer Gemeindevorsitzende Elvira Noa sowie die Vizepräsidentin des Zentralrates und Münchener Gemeindepräsidentin Charlotte Knobloch der Wochenzeitung Junge Freiheit je ein Interview, die in deren Ausgaben vom 13. bzw. 20. Oktober 2000 veröffentlicht wurden. Die daraufhin einsetzende Debatte innerhalb des ZdJ mündete in den Beschluss des Direktoriums, „rechtsgerichteten Medien“ künftig kein Gesprächspartner mehr zu sein.
2004 kam es zum Streit zwischen Zentralratspräsident Paul Spiegel und dem Vorsitzenden der Union progressiver Juden in Deutschland, Jan Mühlstein. Mühlstein fordert eine finanzielle Gleichberechtigung der liberalen jüdischen Gemeinden bei der Verteilung der auf Grundlage eines Staatsvertrags gezahlten jährlichen drei Millionen Euro staatlicher Fördermittel. In einem Gespräch unter Vermittlung der Weltunion progressiver Juden am Rande von deren Jahrestagung zu Pessach 2006 in Hannover legten Zentralrat und Union ihre Differenzen weitgehend bei.
Während des Libanonkrieges 2006 warf Direktoriumsmitglied Rolf Verleger dem Präsidium des Zentralrats in einem offenen Brief vor, sich uneingeschränkt auf der Seite der israelischen Regierung zu positionieren. Aufgrund dieses Briefs setzte ihn am 9. August 2006 seine Lübecker Heimatgemeinde als Vorsitzenden der Jüdischen Gemeinschaft Schleswig-Holstein ab. Verleger räumte ein, dass die Position des Präsidiums die Mehrheitsmeinung der Juden in Deutschland ausdrücke.
In der hitzigen, durch ein Urteil des Landgerichts Köln vom 7. Mai 2012 ausgelösten Debatte um die religiös motivierte Beschneidung von Jungen verwahrte sich der Zentralrat gegen eine Einmischung des ultra-orthodoxen israelischen Innenministers Eli Jischai. Seit Oktober 2013 führt er Zertifizierungsseminare für Mohalim zu rechtlichen und medizinischen Aspekten der Beschneidung durch. Damit soll die Durchführung der Brit Mila entsprechend den in Deutschland geltenden Rechtsvorschriften durch einen zertifizierten Mohel sichergestellt werden. Dozenten waren u. a. der Würzburger Verfassungsrechtler Kyrill-Alexander Schwarz und der ärztliche Direktor des Jüdischen Krankenhauses Berlin, Hans Kristof Graf. Zentralratsvizepräsident Josef Schuster erklärte, für Beschneidungen, die nicht den rechtlichen Bestimmungen genügten, sei keinerlei Unterstützung durch den Zentralrat zu erwarten.
Im Rahmen der Nominierung und Auszeichnung des Kollaboalbums Jung, brutal, gutaussehend 3 der Rapper Kollegah und Farid Bang zur 27. Echoverleihung im Jahre 2018 bezeichnete der Präsident des Zentralrats der Juden, Josef Schuster, die Entscheidung der Verleihung des Musikpreises an die beiden Rapper als „Schande“ und bekräftigte die scharfe Kritik des Sängers Campino. Die Meinungsfreiheit, so Schuster, sei als Deckmantel für antisemitische Texte missbraucht und das besondere historische Erbe Deutschlands verkannt worden. Anlass für den Echo-Skandal war die als judenfeindlich gedeutete Zeile des Rappers Farid Bang „Mein Körper definierter als von Auschwitz-Insassen“.

## Veröffentlichungen
Der Zentralrat tritt auch als Herausgeber auf. Er ediert die Wochenzeitung Jüdische Allgemeine und zudem verschiedene Buchpublikationen, entweder im Eigenverlag oder bei dem Verlag Hentrich & Hentrich.
Schriften im Eigenverlag
- In Memoriam Leo Baeck. Gedenkfeier des Zentralrats der Juden in Deutschland und der Zentralwohlfahrtsstelle der Juden in Deutschland, Frankfurt am Main, 16. Dezember 1956. Zentralrat der Juden in Deutschland, Düsseldorf 1957.
- Martin Buber: Reden und Aufsätze zum 80. Geburtstag. Zentralrat der Juden in Deutschland, Düsseldorf 1958.
- Josef Neuberger: 25 Jahre Grundgesetz.  Arjeh L. Tartakower: Kampf um jüdische Kultur. Zentralrat der Juden in Deutschland, Düsseldorf 1974.
- Nationalsozialismus im Unterricht: Empfehlung des Zentralrats der Juden in Deutschland und der Gewerkschaft Erziehung und Wissenschaft im DGB. Zentralrat der Juden in Deutschland und GEW-Hauptvorstand, Düsseldorf und Frankfurt am Main 1980.
- I. M. Levinger: Schechita im Lichte des Jahres 2000. Kritische Betrachtung der wissenschaftlichen Aspekte der Schlachtmethoden und des Schächtens. Zentralrat der Juden in Deutschland, Bonn und Bad Godesberg 1996.

Schriften in Verlagen
- 50 Jahre Leo-Baeck-Preis: 1957–2007. Zentralrat der Juden in Deutschland: Dokumentation. Hentrich & Hentrich, Teetz und Berlin 2007.
- Wladimir Struminski: An allen Fronten: Jüdische Soldaten im Zweiten Weltkrieg. Herausgegeben vom Zentralrat der Juden in Deutschland. Hentrich & Hentrich, Berlin 2011.
- Ethik im Judentum: „Lehre mich, Ewiger, Deinen Weg“, Ps. 86:11. Herausgegeben vom Zentralrat der Juden in Deutschland und Schweizerischen Israelitischen Gemeindebund. Hentrich & Hentrich, Berlin 2015.
- Perspektiven jüdischer Bildung. Diskurse – Erkenntnisse – Positionen. Herausgegeben vom Zentralrat der Juden in Deutschland. Band 1: Hentrich & Hentrich, Leipzig 2017. Band 2: Hentrich & Hentrich, Leipzig 2019, ISBN 978-3-95565-358-3.
- Mutige Entdecker bleiben. Jüdische und muslimische Senioren im Gespräch. Herausgegeben vom Zentralrat der Juden in Deutschland. Hentrich & Hentrich, Leipzig 2019.
- Militärrabbiner in der Bundeswehr. Zwischen Tradition und Herausforderung. Herausgegeben von Daniel Botmann und Doron Kiesel für den Zentralrat der Juden in Deutschland. Hentrich & Hentrich, Leipzig 2019, ISBN 978-3-95565-363-7.
- Impulse geben! Jüdische und muslimische Gründer im Gespräch. Herausgegeben vom Zentralrat der Juden in Deutschland. Hentrich & Hentrich, Leipzig 2020.
- Gehört werden. Jüdische und muslimische junge Erwachsene im Gespräch. Herausgegeben von Schalom Aleikum, Jüdisch-Muslimischer Dialog, Zentralrat der Juden in Deutschland. Redaktion: Seda Colak, Revina Kube. Hentrich & Hentrich, Leipzig 2020.
- „Du Jude“. Antisemitismus-Studien und ihre pädagogischen Konsequenzen. Herausgegeben vom Zentralrat der Juden in Deutschland. Hentrich & Hentrich, Leipzig 2020, ISBN 978-3-95565-421-4.
- Goodbye hate! Bildungsakteurinnen und -akteure gegen Antisemitismus. Herausgegeben vom Zentralrat der Juden in Deutschland. Hentrich & Hentrich, Leipzig 2021.
- Die jüdische Jugendbewegung. Eine Geschichte von Aufbruch und Erneuerung. Herausgegeben vom Zentralrat der Juden in Deutschland. Konzept und Redaktion: Doron Kiesel. Hentrich & Hentrich, Leipzig 2021, ISBN 978-3-95565-467-2.